# Лесники (Тернопольская область)
Лесники (укр. Лісники) — село в Бережанской городской общине Тернопольского района Тернопольской области Украины.
До 2020 года подчинялось Бережанскому городскому совету, до 2015 года входившему в Бережанский район.
Код КОАТУУ — 6120410101. Население по переписи 2022 года составляло 830 человек (зарегистрировано).

## Географическое положение
Село Лесники примыкает к городу Бережаны.
К селу примыкает лесной массив.
Через село проходит автомобильная дорога М-12 (E 50).

## История
- 1940 год — дата основания.

## Объекты социальной сферы
- Школа I ст.
- Клуб.